# Bisschoppelijk Paleis van Astorga

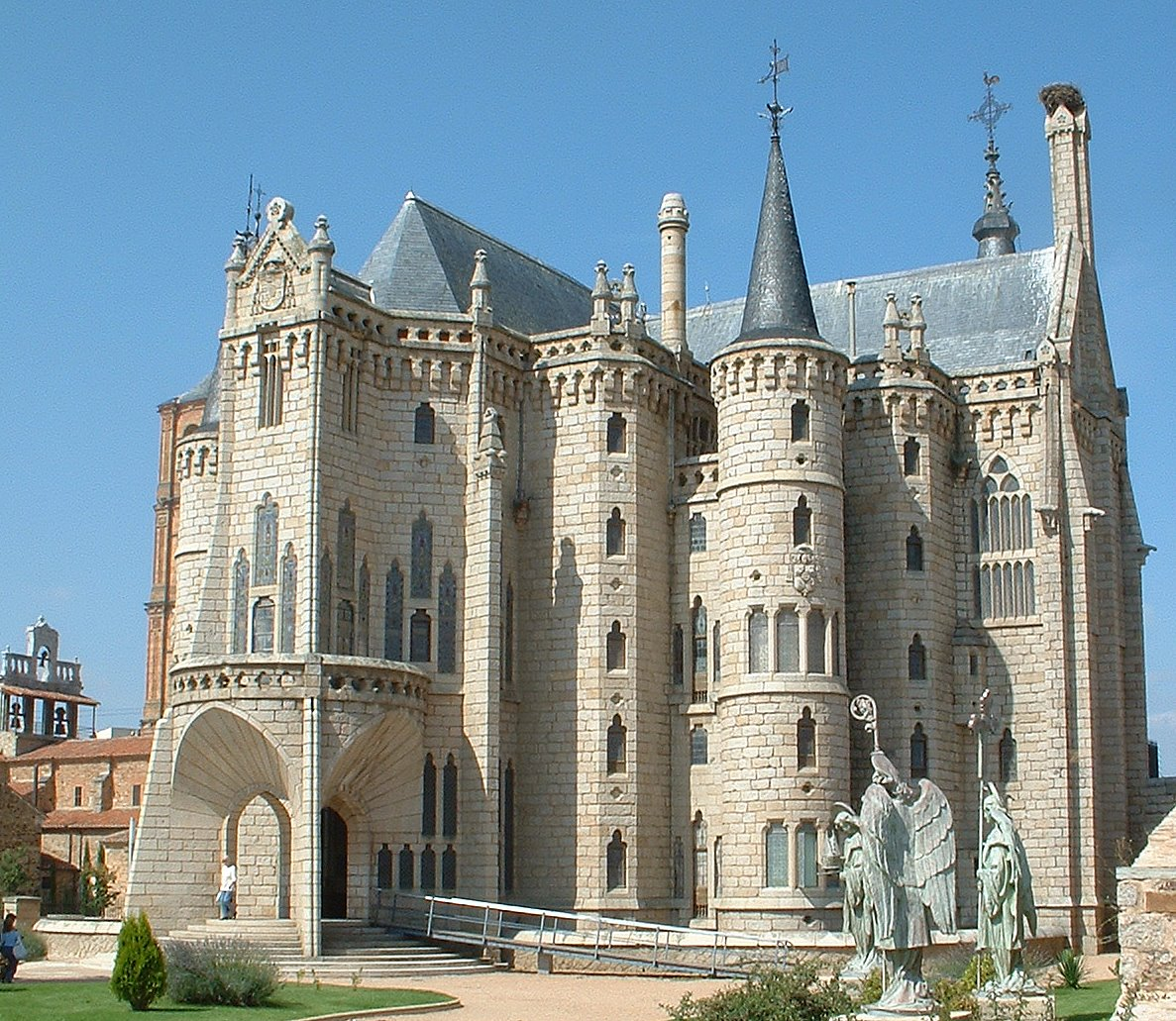
Het bisschoppelijk Paleis in Astorga met de ingang

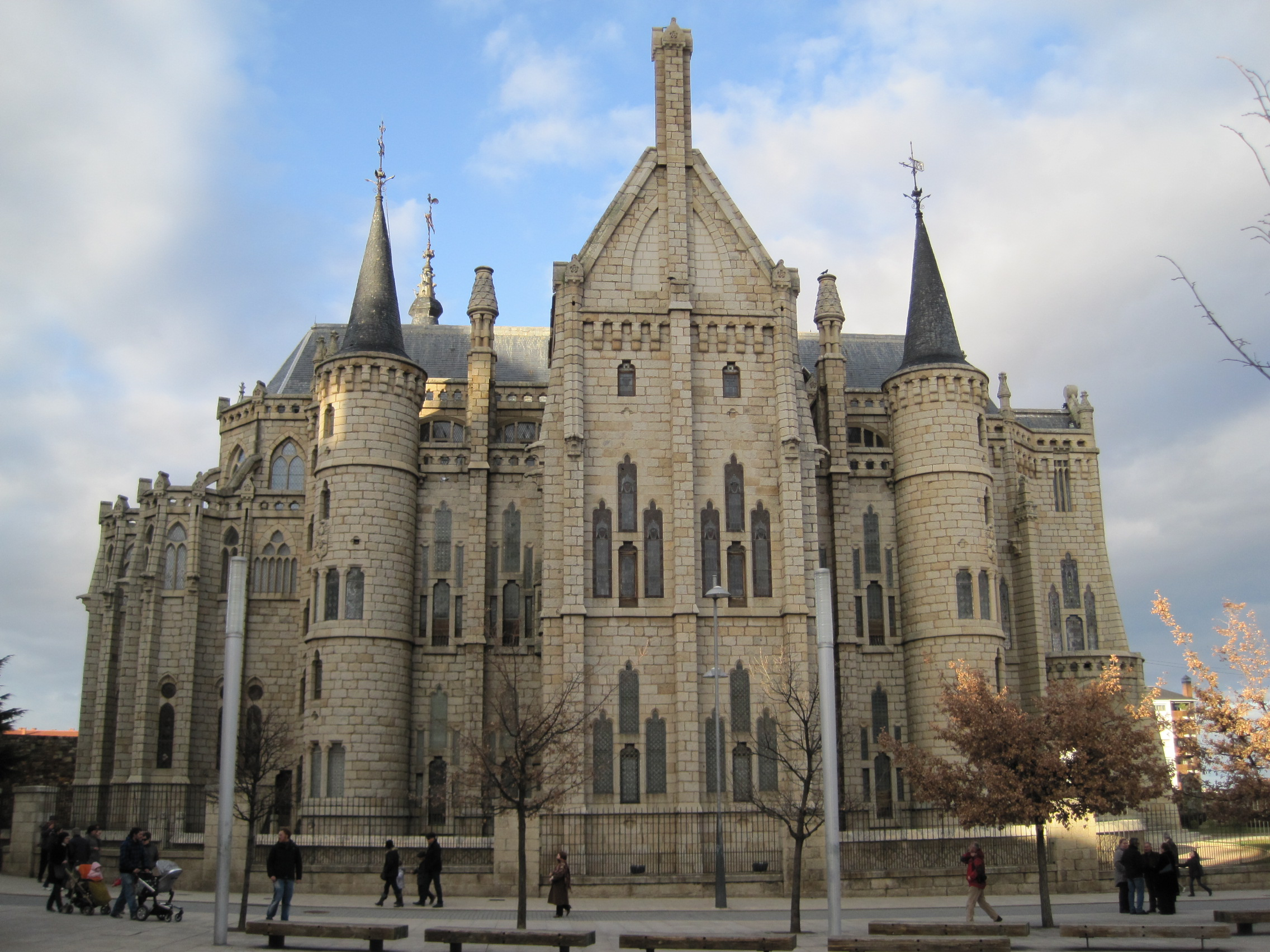
Het bisschoppelijk Paleis in Astorga vanaf de zijkant

Het Bisschoppelijk Paleis van Astorga (Spaans: Palácio Episcopal de Astorga) is een bouwwerk van de Catalaans/Spaanse architect Antoni Gaudí, gebouwd in de Catalaans-modernistische neo-gotische stijl. Het is gesitueerd in Astorga, nabij León (Spanje), waar zich het Casa Botines van dezelfde architect bevindt. De bouw geschiedde voornamelijk tussen 1889 en 1893.

## Ontstaan
Het gebouw staat op de plek waar eerder het oude gebouw door brand was verwoest. De bisschop Juan Bautista Grau i Vallespinós had in 1887 de opdracht aan Gaudí verstrekt. De opdracht kwam op het moment dat Gaudí druk doende was met de bouw en ontwerpen van de Sagrada Família in Barcelona en de voorontwerpen voor het Park Güell. Toch nam Gaudí de opdracht serieus: hij liet nauwkeurige tekeningen en foto's vervaardigen van het terrein en de omgeving. De foto's vormden de basis voor zijn ontwerp, dat in het omringende landschap moest passen. Hoewel de bisschop enthousiast was over zijn plannen, was de academie van San Fernando, die goedkeuring moest geven er aanvankelijk tegen. Hierdoor werd de bouw verschillende keren vertraagd en zelfs tijdelijk gestaakt in 1893.
Het gebouw is kenmerkend vanwege de toepassing van de witte granieten steen in de voorgevel, die symbool stond voor het wit van het bisschoppelijke gewaad. Voordat het bouwwerk werd voltooid stierf de bisschop. De ruzie met de academie duurde echter voort, en Gaudí zei naar aanleiding hiervan dat hij nooit meer een voet in Astorga zou zetten. Bronnen beweren dat hij de bouwtekeningen ook om die reden verbrand zou hebben.
Doordat Gaudí zich terugtrok hebben latere architecten zijn werk afgemaakt, waarbij van de oorspronkelijke constructie is afgeweken, wat ertoe leidde dat delen van het gebouw diverse keren instortten en herbouwd moesten worden. In 1961 was het gebouw uiteindelijk af.